# Novák Gábor (kenus)
Novák Gábor (Budapest, 1934. augusztus 14. – 2021. augusztus 5.) olimpiai ezüstérmes és Európa-bajnok magyar kenus, edző.

## Élete
1952-ben géplakatos szakmunkás bizonyítványt szerzett, később programozóként dolgozott. Két fia született, Szentendrén élt.

## Sportpályafutása
1949-től 1963-as visszavonulásáig a Budapesti Építők versenyzője volt. 
Magyarország első olimpiai érmese volt a kenu sportban 1952-ben Helsinkiben, amikor C1 10 000 méteren az amerikai Havens mögött ezüstérmet szerzett. 1957-ben Gentben pedig az 1000 méteres versenyszámban Európa-bajnok lett. Edzőként 1969-ig tevékenykedett, tanítványa volt többek között Vaskuti István olimpiai bajnok is.